# Madeleine Sitterding
Madeleine Sitterding (geboren am 28. März 1923 in Zürich, gestorben am 11. Oktober 2008 in Reichenburg) war eine Schweizer Archäologin und Psychotherapeutin. Sie wurde 1968 als erste Frau zur Kantonsarchäologin im Kanton Thurgau ernannt und 1972 als erste Frau Zentralsekretärin der Schweizerischen Gesellschaft für Ur- und Frühgeschichte.

## Leben
Madeleine Sitterding wuchs in Zürich und Frankfurt am Main auf. 1943 erlangte sie die eidgenössische Matura in St. Gallen und begann daraufhin ein Architekturstudium an der ETH Zürich. Aus finanziellen Gründen musste sie dieses nach fünf Semestern abbrechen. Von 1951 bis 1959 studierte sie an der Universität Zürich Ur- und Frühgeschichte bei Emil Vogt. Ihre Dissertation schrieb sie zur frühen Stadtentwicklung in West-Asien und Südost-Europa. Nach der Promotion arbeitete sie mehrere Jahre auf archäologischen Grabungen im In- und Ausland, unter anderem in Marthalen, Augst, Vindonissa, Yverdon, Lausanne-Vidy, Vallon des Vaux und in Morgantina auf Sizilien.
Von 1968 bis 1972 war Madeleine Sitterding als Kantonsarchäologin und Konservatorin der ur- und frühgeschichtlichen Sammlung des Kantons Thurgau tätig. Nach der Freiburger Kantonsarchäologin Hanni Schwab war sie damit die zweite Frau in der Schweiz, welche das Amt einer Kantonsarchäologin innehatte. 1970 wurde sie in den Vorstand der Schweizerischen Gesellschaft für Ur- und Frühgeschichte (SGUF) gewählt. Im Sommer 1972 wurde sie als erste Frau zur Zentralsekretärin der Gesellschaft ernannt. Wegen Sparmassnahmen wurde sie im Herbst 1977 von diesem Amt freigestellt, woraufhin sie sich beruflich umorientierte.
Von 1979 bis 1984 absolvierte Sitterding eine psychotherapeutische Ausbildung am 1969 gegründeten Szondi-Institut in Zürich. Danach arbeitete sie in einer eigenen Praxis als Psychotherapeutin. Sie war ebenfalls langjährige Redaktorin der Institutszeitschrift Szondiana. Sie verstarb am 11. Oktober 2008 in Reichenburg im Kanton Schwyz. Ein Teil ihres Nachlasses ging an das Amt für Archäologie des Kantons Thurgau in Frauenfeld.

## Forschungsschwerpunkte
Von 1964 bis 1966 führte sie eine Grabung in der prähistorischen Siedlung Le Grésaley im Vallon des Vaux nördlich von Chavannes-le-Chêne im Kanton Waadt durch. Es gelang ihr, hier zahlreiche Keramiken freizulegen. Über die Ergebnisse veröffentlichte sie bei der Schweizerischen Gesellschaft für Ur- und Frühgeschichte im Jahr 1972 die Monografie Le Vallon des Vaux – Rapports culturels et chronologiques. Les fouilles de 1964 à 1966. Eine Rezension von Wolfgang Veit hebt hervor, dass die Monografie «einen wichtigen Meilenstein» zum Verständnis der westschweizerischen Jungsteinzeit darstelle «und weiträumige Zusammenhänge von Marseilles [sic!] über Arene Candide bis zum Wallis, zu den ost- und westschweizerischen Seen und letztlich auch zum südwestdeutschen Raum erkennen» lasse. Er lobt die «Akribie der Ausgrabung» und dass Sitterding eine naturwissenschaftliche Expertise zur Bestimmung aufgefundener Mollusken und Tierknochen hinzugezogen habe.
1970 unternahm Madeleine Sitterding die ersten Probegrabungen im Bereich der spätbronzezeitlichen Siedlung in der Gemeinde Hüttwilen im Nussbaumersee bei Uerschhausen auf der Halbinsel Horn und dem Inseli. Bei der Grabung auf einer Fläche von etwa 110 m² legte sie gut erhaltene Grundrisse von Holzhäusern frei.
Die Forschungen von Madeleine Sitterding in Vindonissa werden auch heute noch gewürdigt.

## Publikationen (Auswahl)
Monografien
- mit Oswald Lüdin, Ruth Steiger: Ausgrabungen in Augst II. Insula XXIV 1939–1959. Hrsg. von der Stiftung Pro Augusta Raurica. Basel 1962.
- mit Hans Bögli: Lousonna (= Bibliothèque historique vaudoise. Band 42). Société académique vaudoise, Lausanne 1969.
- Le Vallon des Vaux – Rapports culturels et chronologiques. Les fouilles de 1964 à 1966 (= Monographien zur Ur- und Frühgeschichte der Schweiz. Band 20). Schweizerische Gesellschaft für Ur- und Frühgeschichte, Basel 1972.

Artikel
- Fragen zur Entstehung der Stadtkulturen in West-Asien und Südosteuropa. Unpublizierte Dissertation, Universität Zürich 1958. Kurzfassung in: Praehistorische Zeitschrift. Band 39, 1961, DOI:10.1515/prhz.1961.39.1.1, S. 1–107.
- Ausgrabung Königsfelden 1961. Bericht über die Flächengrabung nordwestlich der Klosterkirche. In: Jahresbericht. Gesellschaft Pro Vindonissa. 1961/1962, DOI:10.5169/seals-271542, S. 21–46.
- mit Hans Bögli: Lousonna. Les fouilles entreprises jusqu’en 1963 dans le vicus romain de Lausanne (Vidy). In: Revue historique vaudoise. Band 71, 1963, S. 97–186 (Digitalisat).
- La céramique de l’époque de La Tène à Yverdon: Fouilles de 1961. In: Jahrbuch der Schweizerischen Gesellschaft für Urgeschichte. Band 52, 1965, S. 100–111.
- Eine spätbronzezeitliche Siedlung am Nussbaumer See. In: Helvetia Archaeologica. Band 9, Nr. 3, 1972, S. 13–20.
- Die bronzezeitliche Höhensiedlung von Waldi bei Toos. Bericht über die Ausgrabung 1971/1972. In: Jahrbuch der Schweizerischen Gesellschaft für Urgeschichte. Band 58, 1974/1975, S. 19–39.
- Bemerkungen zur spätbronzezeitlichen Keramik am Beispiel von Zug-Sumpf. In: Helvetia Archaeologica. Band 15, 1984, S. 67–76.